# Amfibus
O Amfibus é um ônibus anfíbio, desenvolvido e construído pela DAT (Dutch Amphibious Transport) Vehicles BV, em Nijmegen, Holanda, que foi considerado um substituto para o Renfrew Ferry através do Rio Clyde.

## Ferry Renfrew
Quando a SPT deixou de operar o Renfrew Ferry em 31 de março de 2010, uma opção de substituição foi o Amfibus, capaz tanto de dirigir na estrada quanto navegar pelo rio. O Amfibus já havia sido testado pela Splashtours no porto de Rotterdam, onde lidou com sucesso com a lavagem de rebocadores e navios de carga. Ensaios no Clyde ocorreu em 8 e 9 de fevereiro de 2010. Não foi sem problemas, pois um dos airbags do ônibus estava solto. O Amfibus não foi selecionado para continuar o serviço. No entanto, em julho de 2011, um veículo semelhante iniciou um serviço de cruzeiro turístico direto do aeroporto de Schiphol para os canais de Amsterdã.
O contrato para operar o Ferry Renfrew foi adjudicado à Silvers Marine, de Rosneath, que assumiu a gestão do ferry a partir de 1 de Abril de 2010 utilizando barcos rápidos.

## Serviço
A Stagecoach propôs operar o Amfibus em uma rota entre Braehead e Clydebank, entrando e saindo do Clyde através de rampas existentes em Renfrew e Yoker.

## Projeto
O Amfibus é baseado em um chassi Volvo e fabricado pela Dutch Amphibious Transport (DAT) Vehicles BV, Nijmegen, Gelderland. Um Amfibus custou £ 700.000 em 2010.

A propulsão na água é feita por jatos de água. O Amfibus é capaz de 60 mph (97 km/h) em terra e 6.5 kn (12.0 km/h; 7.5 mph) na água.

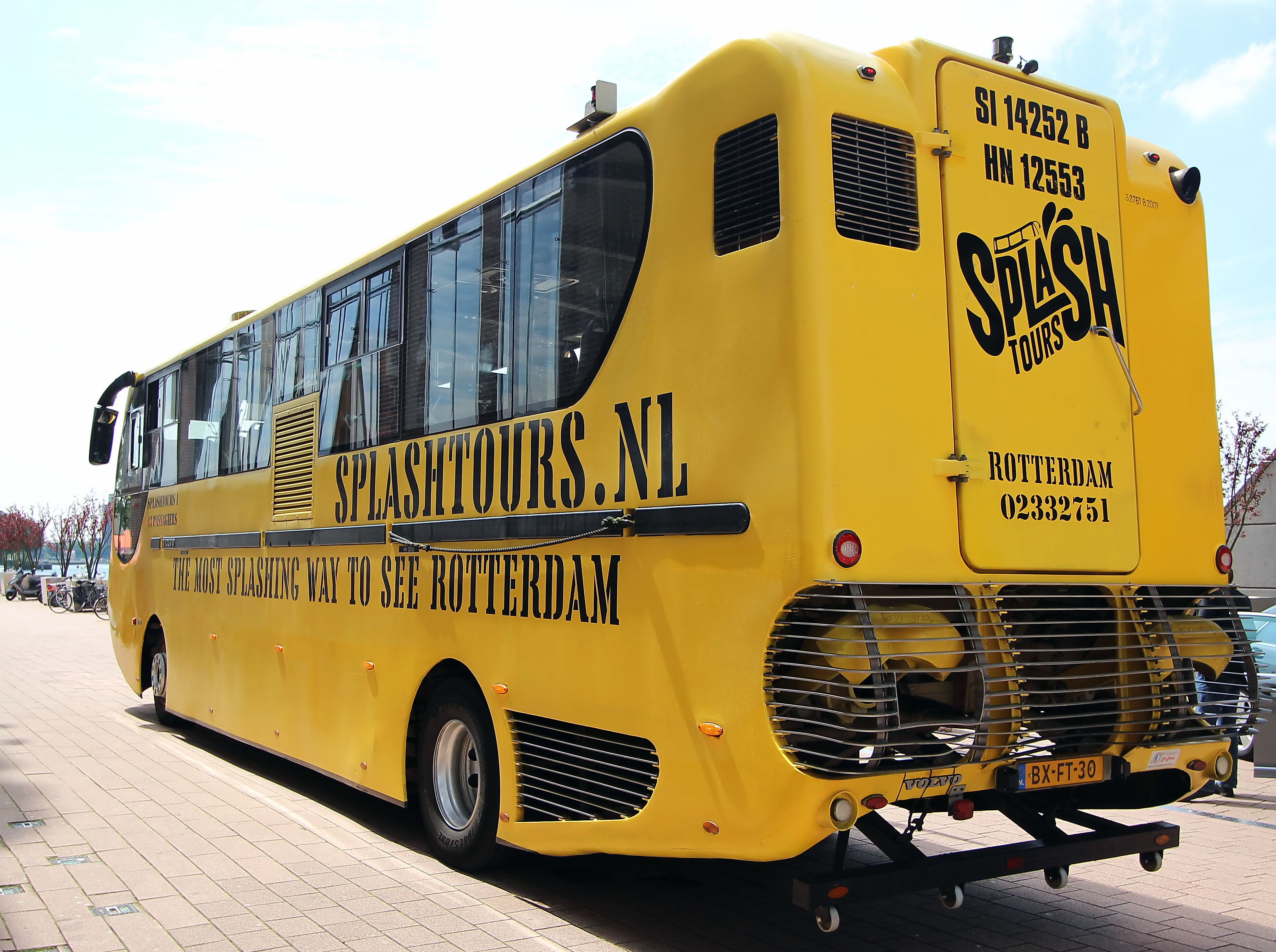
Impulsores para a água são construídos na parte traseira
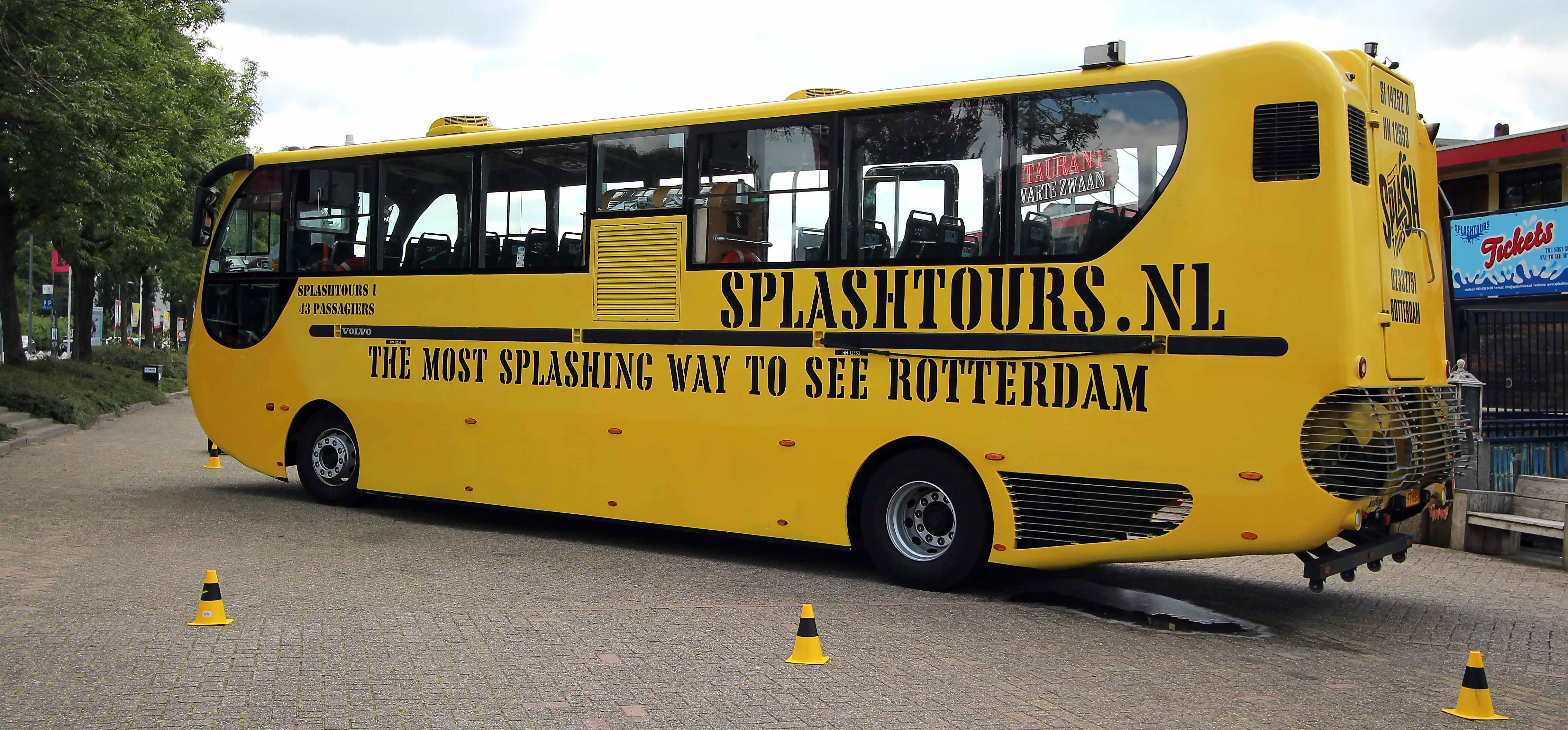
Amfibus Splashtours 1 vista lateral e traseira
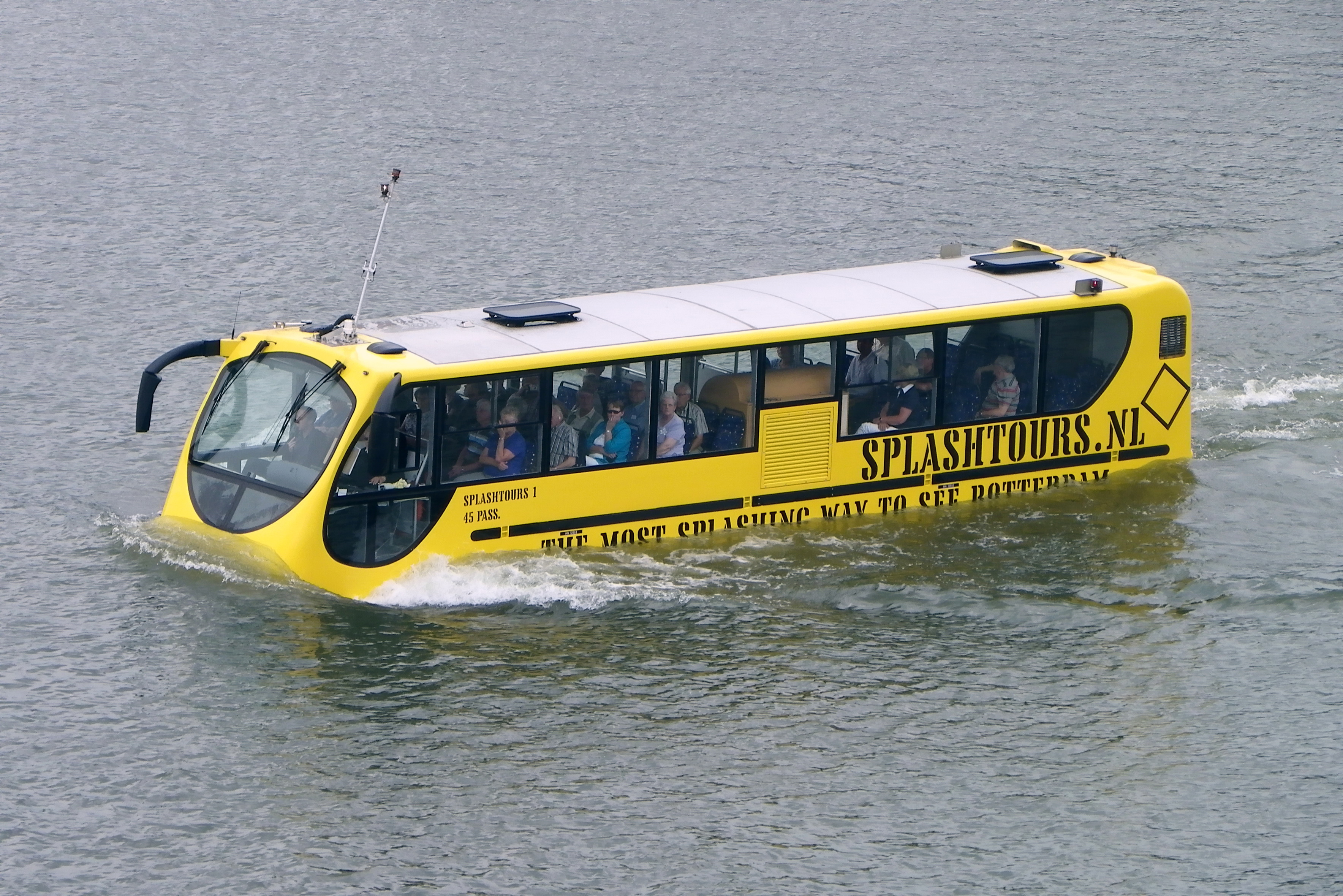
Na água em Roterdã, 2010